# I've Been to Hell
I've Been to Hell è il secondo EP del gruppo musicale heavy metal tedesco Iron Savior, pubblicato nel 2000.

## Tracce
1. I've Been to Hell - 4:04
2. Never Say Die - 4:24
3. The Hellion - Electric Eye (Cover Judas Priest) - 4:18
4. Headhunter - 4:16